# La Palma, Luvianos
La Palma är en ort i kommunen Luvianos i delstaten Mexiko i Mexiko. Samhället hade 331 invånare vid folkräkningen år 2020.